# 1. Amateurliga Südwest 1962/63
Die 1. Fußball-Amateurliga Südwest 1962/63 war die 11. Saison der drittklassigen 1. Amateurliga im regionalen Männerfußball des südlichen Teils des Landes Rheinland-Pfalz und ein Vorgänger der Fußball-Verbandsliga Südwest. Die 1. Amateurliga Südwest wurde 1952 aus einer Zusammenlegung der Amateurligen Rheinhessen, Westpfalz und Vorderpfalz gebildet und existierte bis zur Saison 1977/78 als dritthöchste Liga. Nach Einführung der Oberliga Südwest 1978 als höchste Amateurspielklasse wurde die Spielklasse in „Verbandsliga Südwest“ umbenannt und war ab diesem Zeitpunkt nur noch viertklassig.

## Abschlusstabelle
Die Meisterschaft gewann ASV Landau. Eine Aufstiegsrunde wurde in jenem Jahr nicht ausgespielt, da die bisherige II. Division durch die neu geschaffene Regionalliga Süd ersetzt wurde. Den Gang in die 2. Amateurliga mussten die SG 05 Pirmasens und der VfR Friesenheim antreten. Für die nachfolgende Saison 1963/64 kamen als Aufsteiger aus den 2. Amateurligen die FG Dannstadt und der VfR Kirn sowie als Absteiger Eintracht Kreuznach (aus der Oberliga) und FV Speyer, FSV Schifferstadt, Hassia Bingen (aus der II. Division).
| Pl. | Verein                     | Sp. | Tore  | Punkte |
| --- | -------------------------- | --- | ----- | ------ |
| 01. | ASV Landau                 | 30  | 66:39 | 43:17  |
| 02. | 1. FC Sobernheim (A)       | 30  | 76:38 | 41:19  |
| 03. | FVgg Mombach               | 30  | 69:59 | 37:23  |
| 04. | VfR Baumholder             | 30  | 76:50 | 36:24  |
| 05. | VfL Neustadt               | 30  | 69:52 | 35:25  |
| 06. | SpVgg Mundenheim           | 30  | 51:41 | 33:27  |
| 07. | FC Rodalben (N)            | 30  | 54:63 | 32:28  |
| 08. | TuS Altrip                 | 30  | 51:61 | 32:28  |
| 09. | FSV Oggersheim             | 30  | 65:58 | 31:29  |
| 10. | SC Hauenstein              | 30  | 41:44 | 28:32  |
| 11. | FC Dahn                    | 30  | 47:59 | 26:34  |
| 12. | SpVgg 08 Oberstein         | 30  | 43:67 | 26:34  |
| 13. | Bavaria Wörth (N)          | 30  | 43:43 | 25:35  |
| 14. | 1. FC Kaiserslautern Amat. | 30  | 47:63 | 21:39  |
| 15. | SG 05 Pirmasens            | 30  | 50:78 | 19:41  |
| 16. | VfR Friesenheim            | 30  | 44:87 | 15:45  |

| (A) | Absteiger aus der II. Division Südwest 1961/62 |
| (N) | Aufsteiger aus den 2. Amateurligen 1961/62     |